# Johann Abraham Schlieper
Johann Abraham Schlieper (* 1710 in Elberfeld (heute Stadtteil von Wuppertal); † 3. Dezember 1774 ebenda) war Bürgermeister von Elberfeld.
Schlieper wurde als Sohn des Elberfelder Kaufmanns Johann Rütger Schlieper (1681–1728) und seiner Ehefrau Maria Gertrud von den Westen (1685–1770) geboren und am 21. März getauft. Er selbst heiratete am 8. Juni 1730 in Elberfeld Anna von Carnap (1712–1786), der Tochter des Bürgermeisters von 1707 Johann Kaspar von Karnap (1669–1714). Mit seiner Frau hatte er zehn Kinder.
Schlieper begann wie sein Vater als Kaufmann und wurde 1736 erstmals Ratsmitglied. Im Jahr 1742 war er Gemeinsmann und nachdem er 1745 erstmals erfolglos für das Amt des Bürgermeisters kandidierte, wurde er 1752 gewählt. Im Jahr darauf war er Stadtrichter. Im Jahr 1762 wurde er Ratsmitglied, nachdem er wieder für das Amt des Bürgermeisters kandidiert hatte.